# Sherlyn Chopra
Sherlyn Chopra (Hyderabad, 11 de febrero de 1984) es una modelo, actriz y cantante india, reconocida por sus participaciones en producciones de Bollywood y Playboy. En julio de 2012, Chopra anunció su vinculación con la revista de entretenimiento Playboy. Subsecuentemente, se convirtió en la primera mujer nacida en la India en posar desnuda para la reconocida revista. Más tarde fue seleccionada como conductora del programa de variedades MTV Splitsvilla. En diciembre de 2013 publicó su primer sencillo discográfico, titulado "Bad Girl".
En su carrera como actriz, inicialmente realizó algunos papeles menores en películas de Bollywood. Apareció en películas como Timepass, Red Swastik y Game. Hizo su debut en el cine telugu en la cinta A film By Aravind. En 2013 protagonizó Kamasutra 3D bajo la dirección de Rupesh Paul.

## Filmografía
| Año  | Título                            | Rol            | Idioma | Notas                                             |
| ---- | --------------------------------- | -------------- | ------ | ------------------------------------------------- |
| 2002 | Vendi Mabbu                       | Divya          | Telugu |                                                   |
| 2002 | University                        |                | Tamil  |                                                   |
| 2002 | Beeper                            | Niñera         | Inglés |                                                   |
| 2005 | A Film by Aravind                 | Nirupama       | Telugu | Debut en telugu                                   |
| 2005 | Time Pass                         | Jenny          | Hindi  |                                                   |
| 2005 | Dosti: Friends Forever            | Leena Bharucha | Hindi  |                                                   |
| 2006 | Jawani Diwani: A Youthful Joyride | Mona           | Hindi  |                                                   |
| 2006 | Something Special                 | Mona           | Telugu |                                                   |
| 2006 | Naughty Boy                       | Sonia          | Hindi  |                                                   |
| 2007 | Game                              | Tina           | Hindi  |                                                   |
| 2007 | Raqeeb                            |                | Hindi  |                                                   |
| 2007 | Red Swastik                       | Anamika/Zeenat | Hindi  |                                                   |
| 2009 | Dil Bole Hadippa!                 | Sonia Saluja   | Hindi  |                                                   |
| 2014 | Kamasutra 3D                      | Kama Devi      | Inglés |                                                   |
| 2016 | Wajah Tum Ho                      |                | Hindi  | Aparición en la canción "Dil Mein Chhuppa Loonga" |
| 2017 | Maya                              | Maya           | Hindi  | Corto                                             |

## Discografía
| Año  | Título                          |
| ---- | ------------------------------- |
| 2007 | Outrageous-End of the Beginning |
| 2009 | Dard-e-Sherlyn                  |
| 2013 | Bad Girl ft. Ikka Singh         |